# تشنغدو جيه-36
تشنغدو جيه-36 هو اسم تخميني أطلقه محللو الشؤون العسكرية على طائرة ذات تصميم ثلاثي المحركات وجناح طائر بلا ذيل يتم تطويرها من قبل مجموعة تشنغدو لصناعة الطائرات. تُعتبر أحيانًا مقاتلة من الجيل السادس.
في 26 ديسمبر 2024، زُعم أنه تم رصد طائرة يُعتقد أنها من طراز جيه-36 أثناء إجراء رحلات اختبارية في مدينة تشنغدو، مقاطعة سيتشوان، الصين. ونظرًا لأن الرقم التسلسلي للطائرة (36011) يبدأ بـ "36"، وفقًا لتسمية القوات الجوية لجيش التحرير الشعبي، يُفترض أن هذا الطراز قد تم تسميته بـ J-36، لكن المعلومات المتوفرة عنه ما زالت محدودة.

## التطوير والتاريخ
في يناير 2019، أعلن الدكتور وانغ هايفنغ، المصمم الرئيسي في شركة تشنغدو لصناعة الطائرات، أن الصين بدأت أبحاثًا مبدئية على الطائرات من الجيل السادس، متوقعًا أن يتم تحقيق البرنامج بحلول عام 2035. وقد أعادت وسائل الإعلام الحكومية الصينية تأكيد هذا المخطط في عام 2021.
في عام 2018، ورد أن شركة تشنغدو للطيران قدمت ثمانية مقترحات لتصميم مقاتلة الجيل السادس، وتم اختبار أربعة تصاميم في أنفاق الرياح على ارتفاعات منخفضة.
في أكتوبر 2021، تم رصد طائرة ذات تصميم بلا ذيل في منشآت شركة تشنغدو للطائرات. وأشارت المعلومات الاستخباراتية والشائعات إلى أن التصاميم الصينية ستستخدم تكوينًا بدون ذيل على شكل جناح طائر أو رأس سهم لتوفير خصائص تخفي واسعة النطاق مقارنة بالمقاتلات من الجيل السابق. كما ستشمل تقنيات دفع جديدة، ومستشعرات محسنة تسمح للطائرة بالعمل إلى جانب المركبات القتالية الجوية غير المأهولة.
في سبتمبر 2022، أشار الجنرال مارك دي. كيلي، رئيس قيادة القتال الجوي في سلاح الجو الأمريكي، إلى أن الصين تسير على الطريق الصحيح لتحقيق الخصائص المذكورة في برنامج مقاتلاتها من الجيل السادس. وأكد أنه يعتقد أن التصميم الصيني يستخدم نهج "نظام الأنظمة" مثل الولايات المتحدة، مما يسمح بتقليل بصمة التخفي بشكل "تصاعدي" مع تحسين قوة المعالجة وأداء أجهزة الاستشعار.
في فبراير 2023، شاركت شركة صناعة الطيران الصينية مفهومها لمقاتلة الجيل السادس على وسائل التواصل الاجتماعي. وشمل المفهوم أجنحة ذات شكل ماسي وتصميم بلا ذيل، بما يتماشى مع الصور التي نُشرت سابقًا في عروض تقديمية مختلفة.

### الظهور العام المحتمل
في 26 ديسمبر 2024، أظهرت الصور ومقاطع الفيديو المنشورة على الإنترنت أن شركة تشنغدو للطائرات أجرت علنًا رحلة تجريبية لطائرة نموذجية في مدينة تشنغدو، مقاطعة سيتشوان. تم رصد الطائرة وهي تحلق بالقرب من مطار تابع للشركة، وتتميز بتصميم ثلاثي المحركات وجناح طائر بلا ذيل. تبعتها طائرة تشنغدو جيه-20إس الشبحية ثنائية المقعد كطائرة مرافقة. وأظهرت بعض الصور الرقم "36" مرسومًا على الجزء الأمامي من جسم الطائرة، مما دفع المحللين العسكريين إلى تسميتها مبدئيًا بـ J-36.
وفقًا للملاحظات الأولية، اتفق المحللون العسكريون على أن الطائرة تتمتع بميزات تخفي متقدمة، بينما لا تزال قدراتها الدقيقة وأدوارها وتفاصيل تصميمها محل تكهنات. وقد افترض البعض أنها قد تكون نموذجًا أوليًا لمقاتلة من الجيل السادس أو تصميمًا لطائرة قاذفة إقليمية كان يُعرف سابقًا باسم جيه إتش-إكس إكس (JH-XX). ويعتقد المراقبون أن الشركة اختارت تنفيذ الرحلة في 26 ديسمبر إحياءً لذكرى ميلاد ماو تسي تونغ. كما أشارت الأدلة إلى إجراء عدة تجارب قبل الرحلة التي تمت في 26 ديسمبر.
لم تؤكد وزارة الدفاع الصينية أو جيش التحرير الشعبي الصيني أو صناعة الطيران الصينية أو وسائل الإعلام الحكومية الصينية الاختبارات أو الطائرة. ومع ذلك، يعتقد المحللون أن السماح بنشر اللقطات المصورة دون رقابة كان مقصودًا لتحفيز النقاشات والجدل حول المشروع.

## التصميم
النموذج الأولي عبارة عن طائرة ثلاثية المحركات ذات جناح طائر بلا ذيل، مع تصميم واسع الحجم ومندمج يشبه الجناح الماسي المزدوج على شكل دلتا. تتميز المقاتلة بحجم كبير، مع منطقة أنف رفيعة وعريضة وخطوط تشاين ممتدة إلى قسم الجناح. خلف أنف الطائرة يوجد قبة رادارية، ومقصورة قيادة، ونوافذ إلكترونية بصرية، وصفيفات رادار جانبية محتملة (SLAR)، ومعدات هبوط أمامية مزدوجة العجلات، ومداخل هواء تحت الجناح، ومدخل هواء علوي مع تصميم بدون فاصل للصدمات عند السرعات فوق الصوتية، وأجنحة دلتا مزدوجة مع خمس أسطح تحكم على الحافة الخلفية لكل جناح (بما في ذلك دفات انقسامية على حواف الجناح الخارجية)، وحجرة أسلحة في الجزء السفلي، ومجموعتين من معدات الهبوط الخلفية ذات العجلات المزدوجة، وغياب المثبتات الرأسية، ومقصورات محركات ثلاثية مع أسطح عادم مقسمة قابلة للتوجيه.

### المواصفات التقديرية[1][18]
- الطول: 20–26 مترًا (66–85 قدمًا).
- باع الجناح: حوالي 20 مترًا (66 قدمًا).
- مساحة الجناح: أكثر من 190 مترًا مربعًا (2,000 قدم مربع).
- الوزن الأقصى للإقلاع: 100,000–120,000 رطل (45,000–54,000 كجم؛ 45–54 طن).

### المحركات
لم تُعرف أنواع المحركات المستخدمة أو ترتيبها أو الفروقات المحتملة بينها. يُقدر أن الطائرة قد تم تزويدها بثلاثة محركات معدلة من طراز دابليو إس-10 أو دابليو إس-15، بينما تظل التكهنات قائمة حول إمكانية تركيب أنظمة دفع بأنظمة عمل أخرى، مثل محركات النفاثة التضاغطية (Ramjet) أو المحركات ذات الدورة المتغيرة.

### تصميم الطائرة
يُعتقد أن التصميم العام للطائرة يركز على:
- التخفي.
- السرعة العالية.
- مدى الطيران الطويل.
- قدرة حمولة كبيرة.
- الوعي متعدد الأطياف بالمواقف التشغيلية.